# Zics
Zics is een plaats (község) en gemeente in het Hongaarse comitaat Somogy. Zics telt 410 inwoners (2001).